# Alcor și Mizar

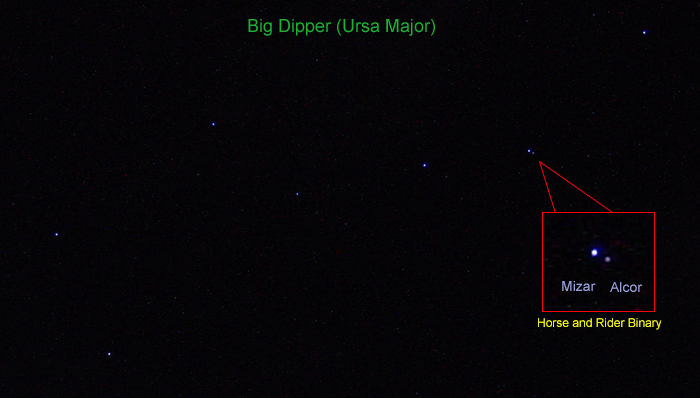
Alcor și Mizar în Ursa Mare

Sistemul Mizar-Alcor este un sistem stelar sextuplu din constelația nordică Ursa Mare ce constă din alte două sisteme: cel cvadruplu al stelei Mizar și cel binar al stelei Alcor. Sistemul Alcor-Mizar este al doilea obiect, pornind de la capătul oiștii Carului Mare.  Cele două stele, Mizar și Alcor, sunt denumite adesea „calul și călărețul”.
Mizar, steaua ζ din Ursa Mare, este un sistem alcătuit din două stele binare, având magnitudinea aparentă de 2,23, în timp ce Alcor, 80 Ursae Majoris, este steaua cu magnitudinea cea mai mică dintre cele 7 stele vizibile ale constelației Ursa Mare.
Vizual, stelele Alcor și Mizar sunt separate de un unghi de 11,8 minute de arc, adică circa o treime din diametrul unghiular al Lunii pline.
Având magnitudinea aparentă 3,99 și separată vizual la un unghi de 11,8 minute de arc, steaua Alcor poate fi văzută cu ochiul liber separat de Mizar doar de persoanele cu vedere bună, iar capacitatea de a o vedea separat constituie un test tradițional de acuitate vizuală. 